# Альберти (станция метро)
«Альберти» (исп. Alberti) — станция Линии A метрополитена Буэнос-Айреса. Станция расположена между станциями Паско и Пласа Мисерере.

## Местоположение
Станция расположена на одном из главных проспектов города, проспекте Авенида Ривадавия на его пересечении с улицами Альберти и Ларреа в районе Бальванера.

## Городские достопримечательности
Станция расположена в торгового районе с интенсивным уличным движением, поэтому станция больше фокусируется на людей работающих в этом районе и большое количество расположенных здесь магазинов. Тем не менее, из них могут быть выделены:
- Colegio San José
- Parroquia Nuestra Señora de Balvanera
- Torre Saint

## История
Эта станция принадлежала к первой части линии открытой 1 декабря 1913 года связывая станции Пласа Мисерере и Площадь Мая.
Станцию назвали в честь Мануэля Альберти, священника, который был участником Майской революции, будучи членом Первого Совета, он принимал участие в открытом заседании 22 мая.
В 1997 году эта станция была объявлена национальным историческим памятником.

## Временное закрытие
Станция закрывалась в 1953 году по соображениям безопасности и останавливались поезда от станции Сан-Педрито в направлении станции Площадь Мая.

## Галерея

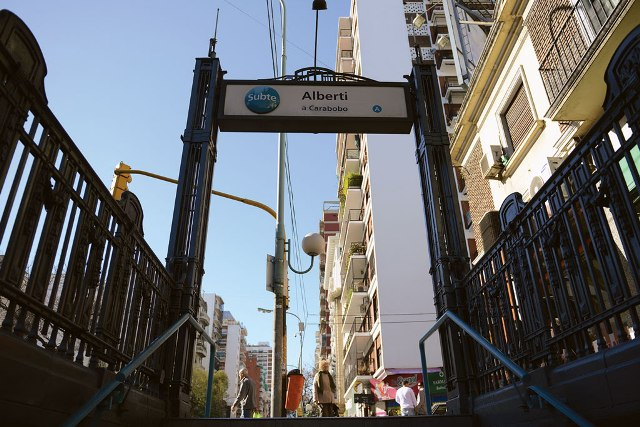
Вид с улицы
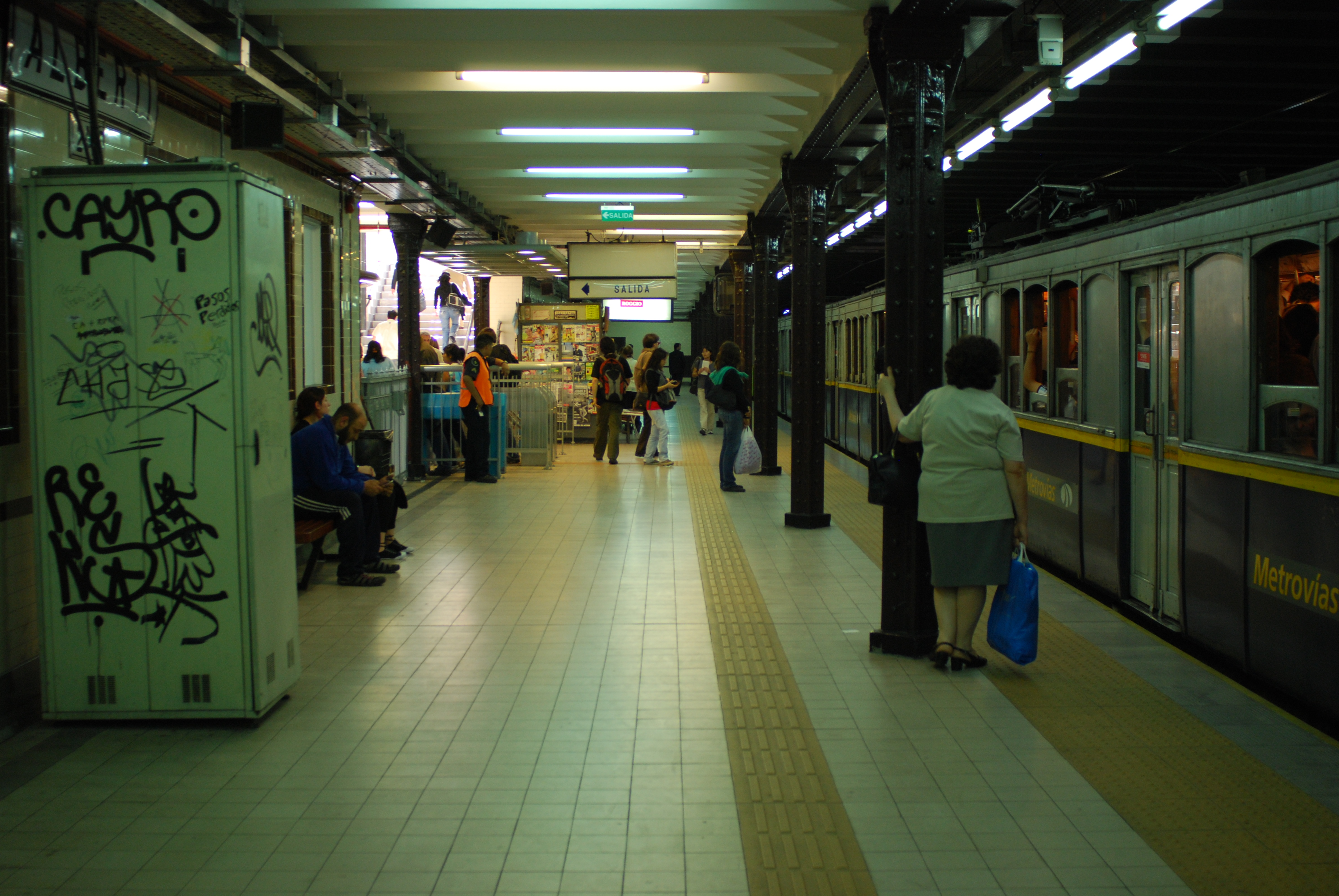
Вестибюль станции
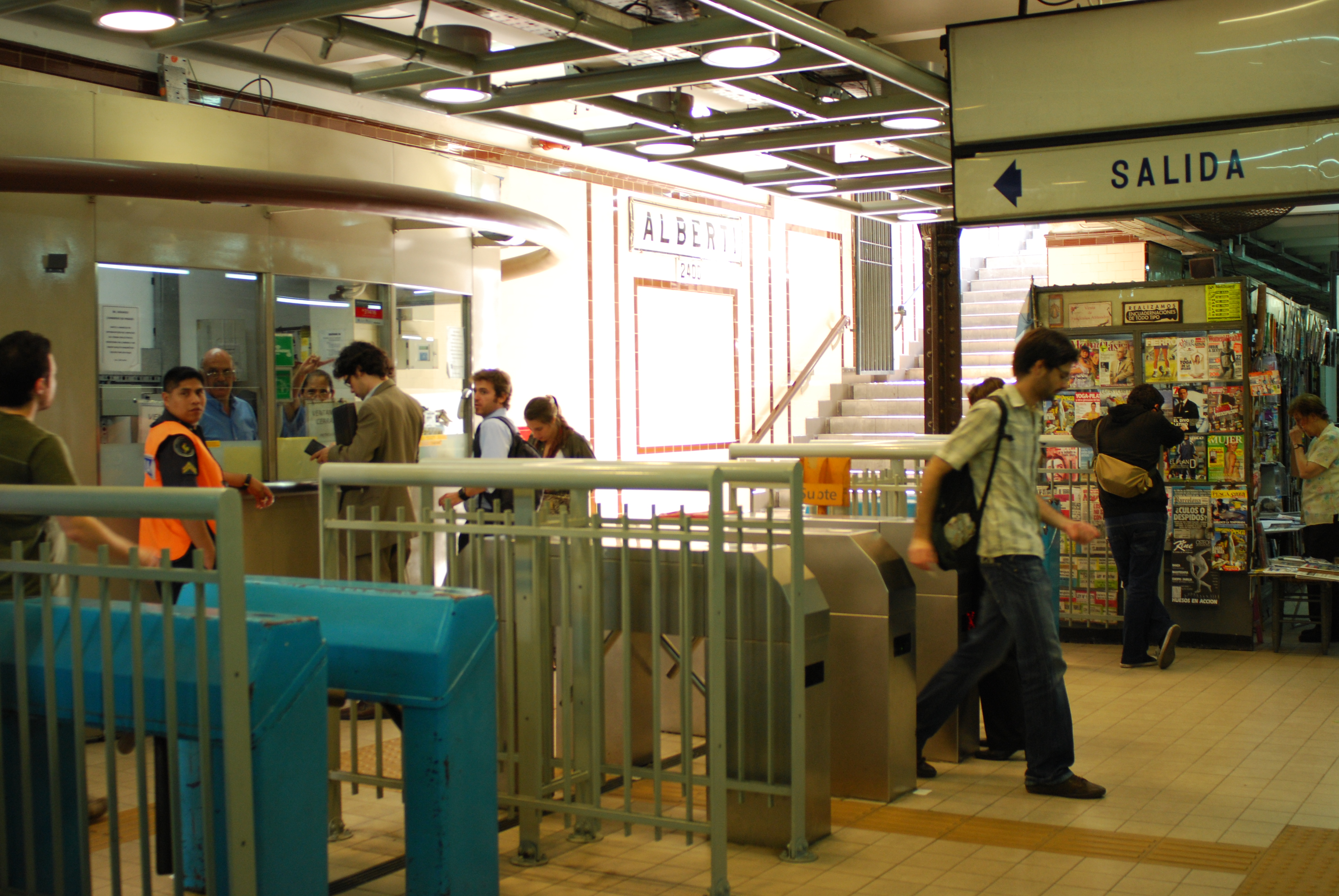
Турникеты